# 民航机击落事件列表
在商业航空史上，发生了许多故意或偶然引起的客机击落事件。这是一份按时间顺序排列的民航机击落事件列表，旨在记录飞机因枪击或导弹袭击而被击落的情况，包括战时事件，不包括恐怖分子爆炸或破坏。

## 1930年代

### 桂林號
桂林號被认为是第一架被敌对势力袭击的商用客机。1938年8月24日 - 中国抗日战争期间 – 由中国航空（CNAC）和泛美航空共同运营的一架道格拉斯DC-2（桂林號），载有18名乘客和机组人员，被日本飞机追击而迫降在香港以北的中国境内。为躲避袭击而紧急迫降到水中的桂林号被日本人扫射并沉入河中，造成15人死亡。美国飞行员Hugh L. Woods和另外两名幸存者幸免于难。交通银行董事长胡筠、浙江兴业银行行长徐新六、中华民国中央银行机要科主任王宇楣三人俱在空难中丧生。有报道认为这次袭击的目标是中华民国总统孫中山的独生子孫科，他曾打算乘坐桂林號离开香港。后来这架飞机经过翻新改名为重庆号，1940年10月29日，重庆号在云南沾益县降落后遭到日本飞机攻击爆炸焚毁。

## 1940年代

### 卡莱瓦空难
卡莱瓦 (Kaleva OH-ALL）是一架民用运输机和客机（Ju 52運輸機），由芬兰航空 Aero（现称为芬兰航空）运营。1940年6月14日，飞机从爱沙尼亚塔林出发到芬兰赫尔辛基途中，被两架苏联伊留申 DB-3轰炸机击落。事件发生在芬兰和苏联之间的间战和平期间，即冬季战争结束三个月之后，以及继续战争开始前一年。卡莱瓦空难导致包括两名芬兰机组人员和7名乘客全部死亡；一名美国外交官、两名法国人、两名德国人、一名瑞典人和一名爱沙尼亚和芬兰双重国籍者。芬兰官方多年来一直对飞机坠毁的细节保持沉默。而爱沙尼亚渔民和凯里岛上的灯塔操作员在多年以后报告见到一艘苏联潜艇在卡莱瓦坠机地点附近浮出水面，并打捞了飞机漂浮出来的碎片和渔民从现场收集的文件袋。但是，对于苏联为何击落一架芬兰民用客机的确切原因依然不明。美国海军的海洋调查船探路者号在2008年受五角大楼的委托在凯里岛附近搜寻飞机残骸时，但未能找到飞机残骸。2024年6月16日，爱沙尼亚的一支潜水救援队宣布，在爱沙尼亚首都塔林附近的凯里岛附近水深约70米（230 英尺）处发现飞机残骸。

### 重庆号
1940年10月29日，由中国航空运营的名为重庆号的DC-2客机被中国云南省沾益机场的日本战斗机攻击摧毁。包括美国飞行员Walter“Foxie”Kent和中国建筑师陈昌淦在内的9人死亡。这架飞机原先是1938年被击落并经过翻新的桂林號。

### 荷兰皇家印度航空注册编号PK-AFV
注册编号PK-AFV，也称为Pelikaan，是由荷兰皇家印度航空于1937年至1942年运营的道格拉斯DC-3客机。1942年3月3日，在从荷屬東印度萬隆飞往澳大利亚布鲁姆的航班途中，这架飞机遭到三架日本零式艦上戰鬥機的袭击；PK-AFV坠毁在布鲁姆附近的海滩上。四名乘客死亡。其货物中包括当时价值约15万至30万英镑（在2017年约为700万至1,400万英镑）的钻石，其中绝大多数在坠机后丢失或被盗。

### 英國海外航空777号班机
英國海外航空777号班机，是由英國海外航空运营的道格拉斯DC-3客机，1943年6月1日预定从葡萄牙里斯本的里斯本機場飞往英格兰布里斯托尔附近的惠特彻奇，途中遭到納粹德國的8架Ju 88轟炸機袭击并坠入比斯開灣，造成包括英国演员莱斯利·霍华德在内的所有乘客和机组人员死亡。

## 1950年代

### 俄羅斯航空伊尔-12
1953年7月27日12:30，苏联海军一架从旅顺飞往符拉迪沃斯托克的伊尔-12客机，在中国吉林省临江县境内猫耳山（Mao-erh-shan）以北4km上空（美国官方说法，即距离鸭绿江以北8英里中国上空），被美国空军拉尔夫·斯·巴尔（Ralph S. Parr Jr.）上尉驾驶的F-86軍刀戰鬥機（机号51-12959）击落，成为朝鲜战争期间最后一架被摧毁的飞机。F-86飞行员将该飞机认定为北朝鲜的伊尔-12。长时间的射击足以击落伊尔-12。所有21名机上人员（机组6人，乘客15人）全部死亡。飞机碎片落在中国。 拉尔夫·斯·巴尔上尉因此战绩成为双料王牌飞行员。
击落苏联客机后，中国政府发表抗议声明：

根据中国政府所得的经过核实的报告，一九五三年七月二十七日，美国军用飞机先后侵入中國东北领空窜扰，共达五十三批、三百二十四架次之多，其中十五批、七十八架次曾分别深入到辽东省的本溪、盖平、鞍山、海城、通化、柳河一带，吉林省的桦甸、长春、公主岭一带，和辽西省沈阳以南地区，进行侦察活动。
在上述入侵的美机中，有一批F－86四架，于同日十一时十二分由临江地区侵入我中国国境，十一时十九分飞到桦甸一带上空侦察窜扰，至十一时二十八分始行离去；该批飞机在窜扰中并曾袭击和击落我友邦苏联的一架正在旅大到苏联的正规航线上飞行的伊尔十二式客机，机上人员二十一名死难。”

苏联于8月1日致美国政府的照会：“根据苏联主管当局的已经核实的报告，今年七月二十七日莫斯科时间六点二十八分，侵入中华人民共和国领空的四架美国战斗机，在距中朝边界一百一十公里处的桦甸附近，袭击并击落了一架正在旅顺口到苏联的正规航线上飞行的苏联伊尔十二式客机。在被击落的飞机上，十五个乘客和六个飞行人员死难。”
遇难者骨灰送回苏联符拉迪沃斯托克，安葬在与“达尔扎沃茨卡雅”公共汽车站相邻的扎里科夫街心花园。市苏维埃为其修建了一座纪念碑。

### 國泰航空注册编号VR-HEU
VR-HEU是由國泰航空运营的四引擎螺旋桨驱动的道格拉斯DC-4飞机，于1954年7月23日预定从曼谷飞往香港。途中在在海南岛附近海岸被中国人民解放军的La-11戰鬥機击落，造成10人死亡。

### 以色列航空402號班機
以色列航空402號班機，是一架由洛克希德公司L-149 星座加压四引擎飞机执飞，注册编号4X-AKC，于1955年7月27日从奥地利維也納起飞，途径土耳其伊斯坦堡，目的地是以色列特拉维夫的国际航班。这架飞机误入保加利亚领空并拒绝降落，被保加利亚彼得里奇附近几公里外的希腊边境的两架保加利亚米格-15战斗机击落。飞机上的所有7名机组人员和51名乘客全部死亡。

## 1970年代

### 利比亞阿拉伯航空114號班機
利比亞阿拉伯航空114號班機是从利比亚的的黎波里经班加西到开罗的定期航班，由波音727执飞。1973年2月21日上午10点30分，波音727 离开的黎波里，但在13点44分（当地时间）左右，埃及北部的恶劣天气和设备故障导致飞机失踪。它进入以色列控制的西奈半島上空领空，被两架以色列F-4幻影II战斗机拦截，因拒绝降落而被击落。飞机的113人中，只有包括副驾驶在内的5人幸免于难。

### 大韓航空902號班機
大韓航空902號班机（KAL902，KE902）是一架由波音707执飞的民用航班，于1978年4月20日在俄罗斯摩爾曼斯克附近被苏联Su-15攔截機击落，理由是它侵犯了苏联领空并未能对苏联拦截机做出回应。两名乘客在事件中丧生。飞机在冰冻的湖面上紧急降落后，107名乘客和机组人员幸免于难。

### 羅德西亞航空825號班機
罗德西亚航空825號班機，是往返于卡里巴和哈拉雷之间的定期航班，由維克斯子爵执飞。1978年9月3日，津巴布韦人民革命军（ZIPRA）游击队员使用9K32便携式防空导弹击落了该航班。维克斯子爵飞机的56名乘客中有18人幸免于难，但幸存者中有10人在坠机现场被游击队员击毙。

### 羅德西亞航空827號班機
罗德西亚航空827號班機，是往返于卡里巴和索尔兹伯里之间的定期航班，由維克斯子爵执飞。于1979年2月12日被津巴布韦人民革命军游击队使用9K32便携式防空导弹击落，与5个月前羅德西亞航空825號班機情况类似。机上人员全部遇难。

## 1980年代

### 意大利国内航空870号班机
1980年6月27日，一架麦克唐纳道格拉斯DC-9-15在从博洛尼亚飞往巴勒莫的途中，在意大利乌斯蒂卡附近的海面上解体并坠毁。机上81人全部遇难。此事件引起长达数十年的争议。在可能涉及北约和利比亚军用飞机的军事行动中，飞机可能被意外击落。另一个理论是这架飞机遭遇恐怖分子的炸弹袭击。

### TAAG安哥拉航空雅克-40
1980年6月8日，TAAG安哥拉航空注册编号D2-TYC的雅克-40客机在安哥拉马塔拉附近被击落，机上人员全部失踪（4名机组人员和15名乘客）。国际民航组织报告说，一架外国飞机的行动发生了突发情况，而且意外地发生了雅克-40的撞击和坠毁事件。

### 大韓航空007號班機
大韓航空007號班機（KAL007，KE007）是一架大韓航空的波音747民航客机，于1983年9月1日在库页岛西部的莫涅龍島附近被苏联Su-15TM战斗机击落。包括美国国会议员拉里·麥唐諾在内的269名乘客和机组人员全部遇难。官方调查得出的结论是，航线导航系统配置导航误差可能导致航线偏差从而进入苏联领空。

### Polar 3
1985年2月24日，Polar 3，一架阿尔弗雷德韦格纳研究所的多尼爾228研究飞机被西撒哈拉波利萨里奥阵线的游击队击落。机上三人全部遇难。Polar 3 正从南极洲返回，并在塞内加尔達喀爾起飞，前往加那利群岛的阿雷西费。

### Zimex航空洛克希德L-100
1987年10月14日，一架由洛克希德 L-100 大力神执飞，注册编号HB-ILF，瑞士Zimex航空拥有并代表红十字国际委员会的客机在安哥拉库伊托机场起飞后大约四分钟被击落。正值安哥拉内战期间，它被一个不知名的战斗人员发射的未知射弹击中。四名机组人员和两名乘客死亡。地面有两人死亡，一人严重受伤。

### 马拉维航空注册编号7Q-YMB
1987年11月6日，一架马拉维航空注册编号7Q-YMB的由布兰太尔飞往利隆圭的国内航班被击落。飞行计划中包括了内战的莫桑比克。这架飞机在莫桑比克乌龙韦镇附近被击落。机上的八名乘客和两名机组人员死亡。

### 伊朗航空655號班機

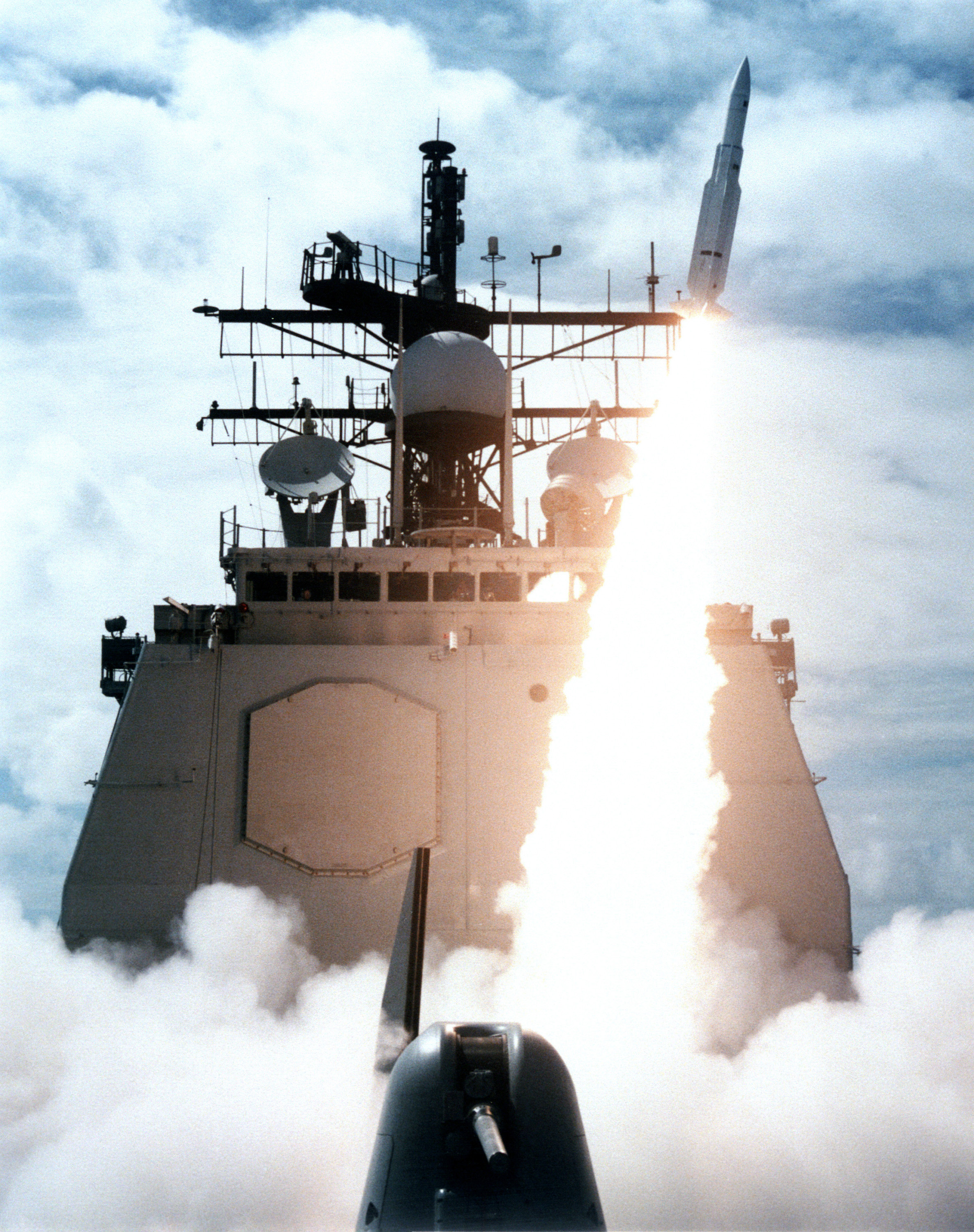
1987年演习期间一枚导弹从文森尼斯号的前发射器中发射。前方发射器也被用于击落伊朗航空655号班机。

伊朗航空655號班機（IR655）是由伊朗航空运营的商业航班，从伊朗阿巴斯港飞往阿拉伯联合酋长国杜拜。1988年7月3日，在两伊战争结束时，这架飞机被美國海軍提康德罗加级导弹巡洋舰文森尼斯號擊落，当时它发射了一枚RIM-66面對空飛彈。这架飞机在阿巴斯港和迪拜之间被击毁，290名乘客和机组人员全部遇难。在袭击发生时，文森尼斯號在伊朗水域。IR655是一架在空中飞行路径上的空中客车A300，据称被误认为是伊朗的F-14雄貓式戰鬥機。

### T&G航空 DC-7
1988年12月8日，美国国际开发署租用的道格拉斯DC-7飞机在西撒哈拉被波利萨里奥阵线击落，导致5人死亡。该运动的领导人说这架飞机被误认为摩洛哥的C-130運輸機。该飞机用于喷洒杀虫剂以控制蝗虫爆发。

## 1990年代

### 1992年阿塞拜疆军队射击亚美尼亚飞机
从斯捷潘纳克特机场到葉里溫的一架民航雅克-40飞机，共有34名乘客和机组人员，遭到阿塞拜疆军Su-25攻擊機的袭击。飞机发动机故障并且后方起火，它最终在亞美尼亞境内安全着陆。

### 1993年格鲁吉亚Transair航空
1993年9月，属于格鲁吉亚Transair航空的三架飞机在格鲁吉亚阿布哈茲的苏呼米被导弹和枪击击落。第一架圖-134飞机于1993年9月21日在降落时被导弹击落。第二架圖-154飞机在一天后也在进近时被击落。第三架飞机在地面上遭到炮击和摧毁，而乘客正在登机。

### 1994年卢旺达总统客机
载有卢旺达总统朱韦纳尔·哈比亚利马纳和蒲隆地总统西普里安·恩塔里亚米拉的Dassault Falcon 50飞机于1994年4月6日准备降落在卢旺达吉佳利时被击落。两位总统均遇难。这次双重暗杀是卢旺达大屠杀和第一次刚果战争的催化剂。对这次袭击的责任认定有争议，大多数理论都怀疑是卢旺达爱国阵线（RPF）反叛者或反对RPF与政府结盟进行谈判的胡图极端主义者实施了袭击。

### 斯里兰卡狮子航空602号班机
1998年9月29日，由安托諾夫An-24RV飞机执飞的斯里兰卡狮子航空602号班机，坠毁在斯里兰卡西北海岸的海域。这架飞机在飞往科伦坡的航班上离开贾夫纳 - 帕拉利空军基地，并在飞行员报告减压后立即从雷达屏幕上消失。初步报告显示这架飞机被泰米尔伊拉姆猛虎解放组织击落。所有7名机组人员和48名乘客均死亡。

## 2000年代

### 西伯利亞航空1812號班機
2001年10月4日，西伯利亚航空1812号班机，由圖-154执飞，在从以色列特拉维夫飞往俄罗斯新西伯利亚的途中坠毁在黑海上空。虽然怀疑是恐怖袭击事件，但美国消息来源证明，这架飞机是在乌克兰军事演习期间被克里米亚发射的S-200导弹面對空飛彈击中，莫斯科國際航空委員會证实了这一点。机上人员（66名乘客和12名机组人员）全部死亡。烏克蘭總統列昂尼德·库奇马和几名军方高级指挥官向遇难者的亲属表示哀悼。乌克兰政府向飞机坠毁时死亡的每位乘客和机组人员的家属支付了20万美元的赔偿金。他们为此次事故总共赔偿1,500万美元。

### 2007年巴拉德飞机失事
2007年1月9日，一架安托諾夫An-26飞机试图在伊拉克巴拉德空军基地降落时坠毁。虽然官员们指责原因为天气恶劣，但目击者称他们看到飞机被击落，伊拉克伊斯兰军声称对此负责。机上35名平民乘客中有34人死亡。

### 2007年摩加迪沙TransAVIAexport航空伊尔-76
2007年3月23日，在摩加迪沙战役期间，一架TransAVIAexport航空公司伊留申-76飞机在索马里摩加迪休的郊区坠毁。目击者，包括谢贝利的一名记者，声称他们看到飞机被击落，而白俄罗斯已经开始进行反恐调查，但索马里坚称坠机是偶然的。所有11名白俄罗斯平民死亡。

## 2010年代

### 马来西亚航空17号班机
2014年7月17日，一架从阿姆斯特丹飞往吉隆坡的马来西亚航空17号班机波音777-200ER飞机，在乌克兰頓涅茨克附近遭到非法入境乌克兰的俄军第53防空导弹旅发射9K37山毛櫸飛彈袭击所有283名乘客和15名机组人员遇难，其中包括80名儿童。

## 2020年代

### 乌克兰国际航空752号班机
2020年1月8日，乌克兰国际航空一架从伊朗德黑兰飞往乌克兰基辅的波音737-800客机在从德黑兰伊玛目霍梅尼国际机场起飞后不久坠毁，造成机上176名乘客和机组人员全部遇难。伊朗军方1月11日承认飞机是被伊朗革命衛隊的9K331托尔-M1“无意中”击落的。